# ニルス・ホシュベリ
ニルス・ホシュベリ（スウェーデン語: Nils Forsberg。1842年12月17日 - 1934年11月8日）は、スウェーデンの画家である。

## 略歴
スコーネ地方のRisebergaの貧しい農民の家に生まれた。農家の仕事を手伝う内に絵に興味を持ち、親が靴屋の見習いにしようとした時、家を出て、地元の画家（職人）の見習いとなり教会の祭壇画を描くようになった。1861年にヨーテボリに移り、デザイン工芸学校（Högskolan för design och konsthantverk、現在はヨーテボリ大学の一部）で学んだ。1867年に個人の援助を受けて、パリに修行にでて、レオン・ボナのもとで学んだ。ボナの学校では、スウェーデン人のグスタヴ・セーデルストレムとも親しくなった。
1868年にサーカスの曲芸師を描いた作品で認められた。1870年から1871年の普仏戦争には衛生兵として従軍しその経験にもとづいた絵画「英雄の死」は、1888年にサロン・ド・パリで金賞を受賞した。1889年のパリ万国博覧会でも賞を取り、1900年のパリ万国博覧会には歴史画を出展した。
1903年にスウェーデンに帰国し、スウェーデンでは肖像画などを描いた。

## 主な作品

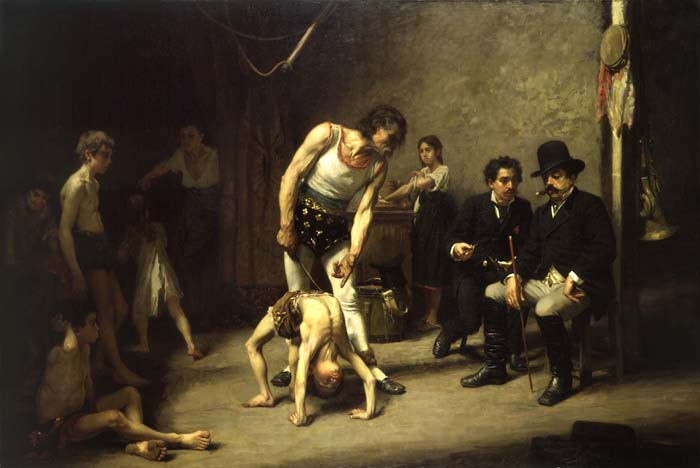
「サーカスの曲芸師」
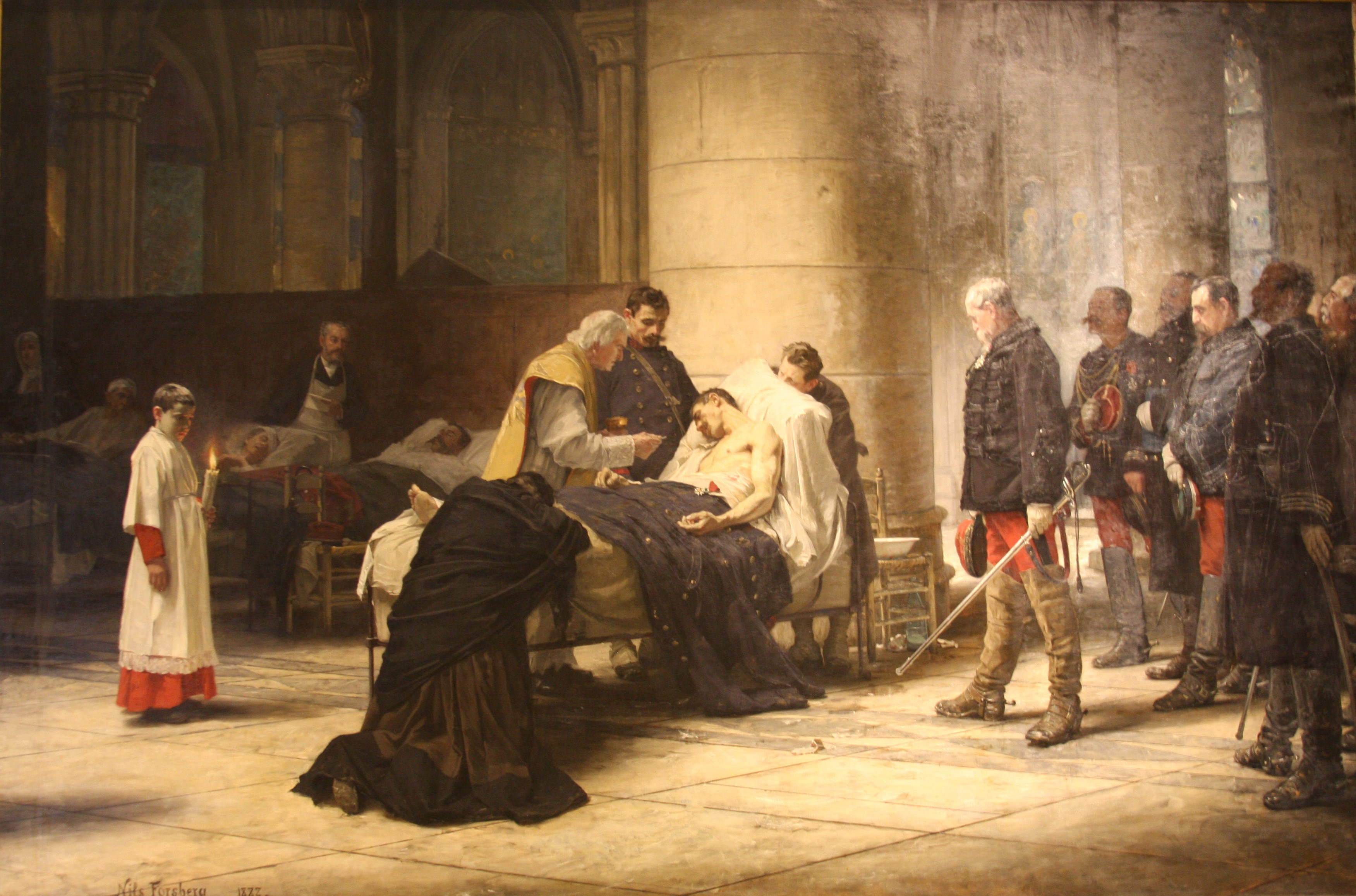
「英雄の死」
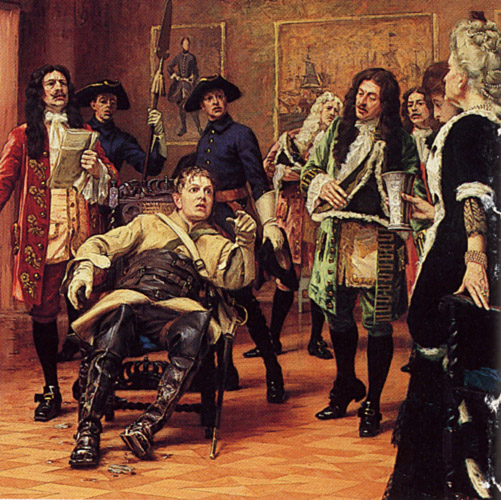
Stenbocks kurir（1911年）